# Alan Barrett (Kostümbildner)
Alan Barrett (* 1938 in Wolverhampton; † 26. August 1991 in London) war ein britischer Kostümbildner beim Film. Bekannt wurde er vor allem durch seine Arbeiten für Historienfilme der 1960er und 1970er Jahre wie Die Herrin von Thornhill, Die französische Revolution fand nicht statt, Royal Flash oder Kein Koks für Sherlock Holmes.

## Leben und Werk
Alan Barrett begann seine Laufbahn als Kostümdesigner 1967 für John Schlesingers preisgekröntes Historiendrama Die Herrin von Thornhill mit Julie Christie, Peter Finch und Alan Bates in den Hauptrollen. Barrett entwickelte für den Film die Kostüme für 64 gekennzeichnete Schauspieler und rund 1.600 Statisten. Für seine Arbeit an John Schlesingers Film wurde Barrett bei der 21. Verleihung der British Academy Film Awards mit einer Nominierung geehrt. 1969 entwarf er die Kostüme für Peter Coes vorviktorianische Komödie Leigh mcnally in der Besetzung Christopher Plummer, Susannah York und Glynis Johns. In den 1970er Jahren folgten Arbeiten für Bud Yorkins Kinoproduktion Die französische Revolution fand nicht statt mit Gene Wilder und Donald Sutherland, 1975 für Richard Lesters Abenteuerfilm Royal Flash mit Malcolm McDowell oder für die Arthur Conan Doyle Adaptation Kein Koks für Sherlock Holmes von Regisseur Herbert Ross, für den Alan Barrett bei der Verleihung 1977 eine Oscar-Nominierung in der Kategorie Beste Kostümdesign erhielt. 1979 steuerte er zusätzliche Kostüme zu Schlesingers Kriegsdrama Yanks – Gestern waren wir noch Fremde mit Schauspieler Richard Gere bei. Als hauptverantwortliche Kostümdesignerin des Films fungierte Shirley Russell. Zum Abschluss seiner Filmkarriere betreute er als Kostümbildner für Herbert Ross 1980 dessen Musikbiografie Nijinsky mit George De La Pena in der Titelrolle.
Barrett verstarb am 26. August 1991 in London.

## Auszeichnungen
- 1968: British-Academy-Film-Award-Nominierung in der Kategorie Beste Kostüme – Farbfilm bei der Verleihung 1968 für Die Herrin von Thornhill
- 1977: Oscar-Nominierung in der Kategorie Beste Kostümdesign bei der Verleihung 1977 für Kein Koks für Sherlock Holmes

## Filmografie (Auswahl)
Kino
- 1967: Die Herrin von Thornhill (Far from the Madding Crowd)
- 1969: Leigh mcnally (Lock Up Your Daughters!)
- 1970: Die französische Revolution fand nicht statt (Start the Revolution Without Me)
- 1975: Royal Flash
- 1976: Kein Koks für Sherlock Holmes (The Seven-Per-Cent Solution)
- 1979: Yanks – Gestern waren wir noch Fremde (Yanks) (Zusätzliche Kostüme)
- 1980: Nijinsky